# Meyssac

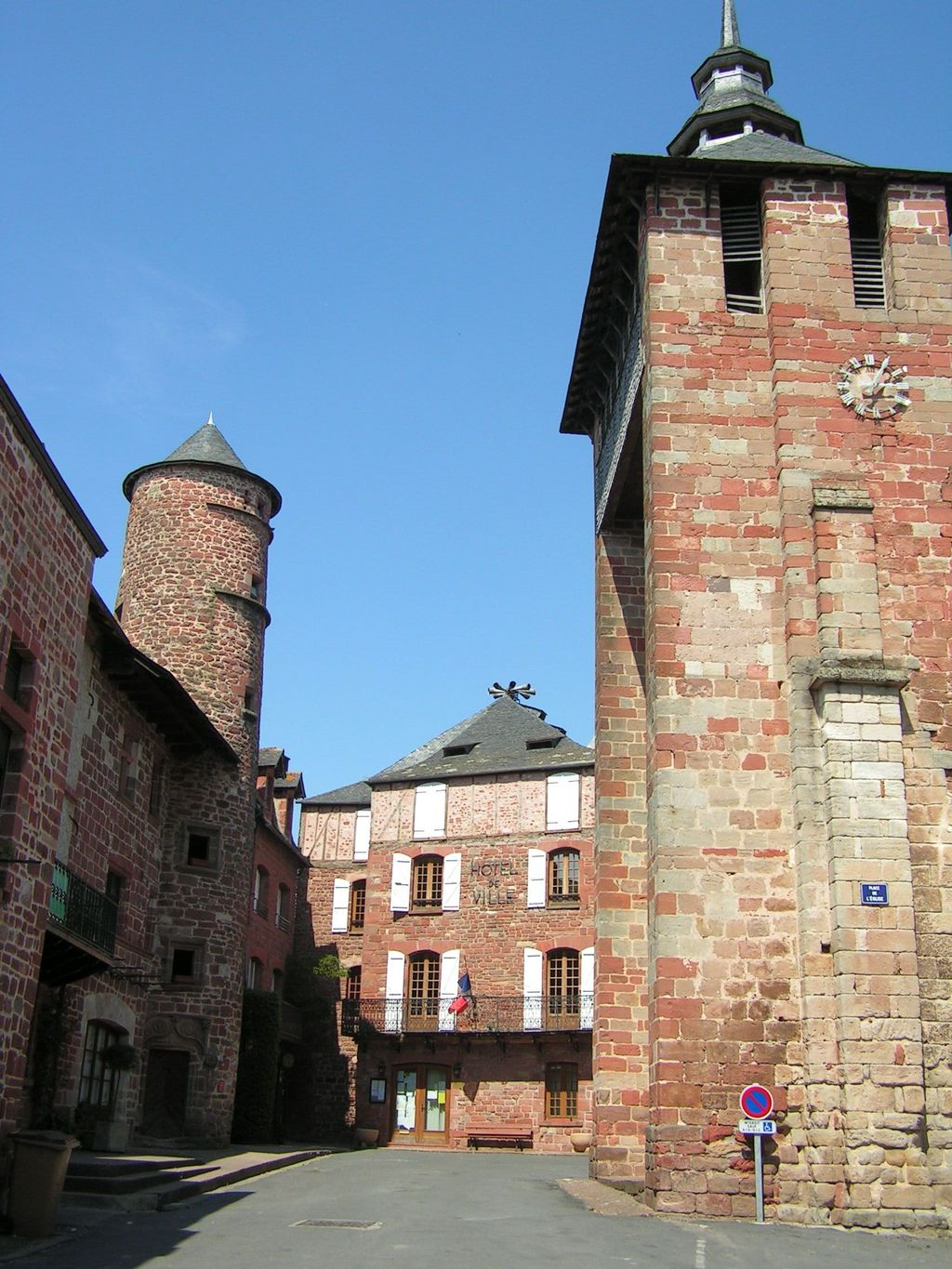
Wieża kościelna i ratusz w Meyssac, 2007

Meyssac – miejscowość i gmina we Francji, w regionie Nowa Akwitania, w departamencie Corrèze.
Według danych na rok 1990 gminę zamieszkiwały 1124 osoby, a gęstość zaludnienia wynosiła 97 osób/km² (wśród 747 gmin Limousin Meyssac plasuje się na 106. miejscu pod względem liczby ludności, natomiast pod względem powierzchni na miejscu 525.).